# Тихий білий Дунай
Тихий білий Дунай (або «Ботев марш») — популярна болгарська патріотична маршова пісня, слова якої написав І. Вазов.

## Текст
Текст болгарською мовою
Тих бял Дунав се вълнува,
весело шуми
и „Радецки“ гордо плува
по златни вълни.
Но кога се там съзирва
козлодуйски бряг,
в парахода рог изсвирва,
развя се байряк.
Млади български юнаци
явяват се там,
на чела им левски знаци,
в очите им плам.
Гордо Ботев там застана
младият им вожд –
па си дума капитану,
с гол в ръката нож.
Аз съм български войвода,
момци ми са тез;
ний летиме за свобода,
кръв да леем днес.
Ний летиме на България
помощ да дадем
и от тежка тирания
да я отървем.

## Історія
Вірш було створено 1876 року і присвячено Христо Ботеву та його прибуттю Дунаєм на пароплаві «Радецький» до Козлодуя під час Квітневого повстання. Музику на слова вірша в 1909 році написав композитор Іван Караджов. З часом композиція набула популярності й, як військовий марш, увійшла до репертуару оркестрів ЗСБ.

## Відео
- «Тихий білий Дунай» на YouTube [Архівовано 15 січня 2014 у Wayback Machine.]
- «Тихий білий Дунай» на YouTube (оркестр) [Архівовано 19 травня 2017 у Wayback Machine.]